# Just D
Just D (även JustD) är en svensk hiphopgrupp med medlemmarna Peder "Pedda Pedd" Ernerot, William "Doktor C" Crafoord och Gustave "Gurra G" Lund.
De introducerade och utvecklade hiphop på svenska för en bred publik, och kom att bli Sveriges största rapgrupp. I flera år var gruppen den enda som rappade på svenska. De var de första som fick upp svenska hiphoplåtar på listorna. Just D:s musik bygger till stor del på samplingar från äldre skivor, och på de två första albumen uteslutande från den svenska musikhistorien.

## Historia

### – 1989 Förhistoria
JustD:s historia börjar med att Peder Ernerot och Wille Crafoord i mitten av 1980-talet träffas i ett Östermalms-baserat blues-rockband med mycket vaga symfonirock-tendenser som bland annat spelade Pink Floyd-covers. Gruppen utvecklades till att bli Wille Crafoord & Pondus.
Wille beskriver på sin hemsida att han 1986 tillverkade singelskivan Åskan med "wc & pondus".
Pondus gav sedan ut ett par singlar 1987–1989. Skivorna, som aldrig fick någon större uppmärksamhet, gavs ut på Peter Swartlings Ricochet Records.

### 1990 (1 steg bak & 2 steg fram)

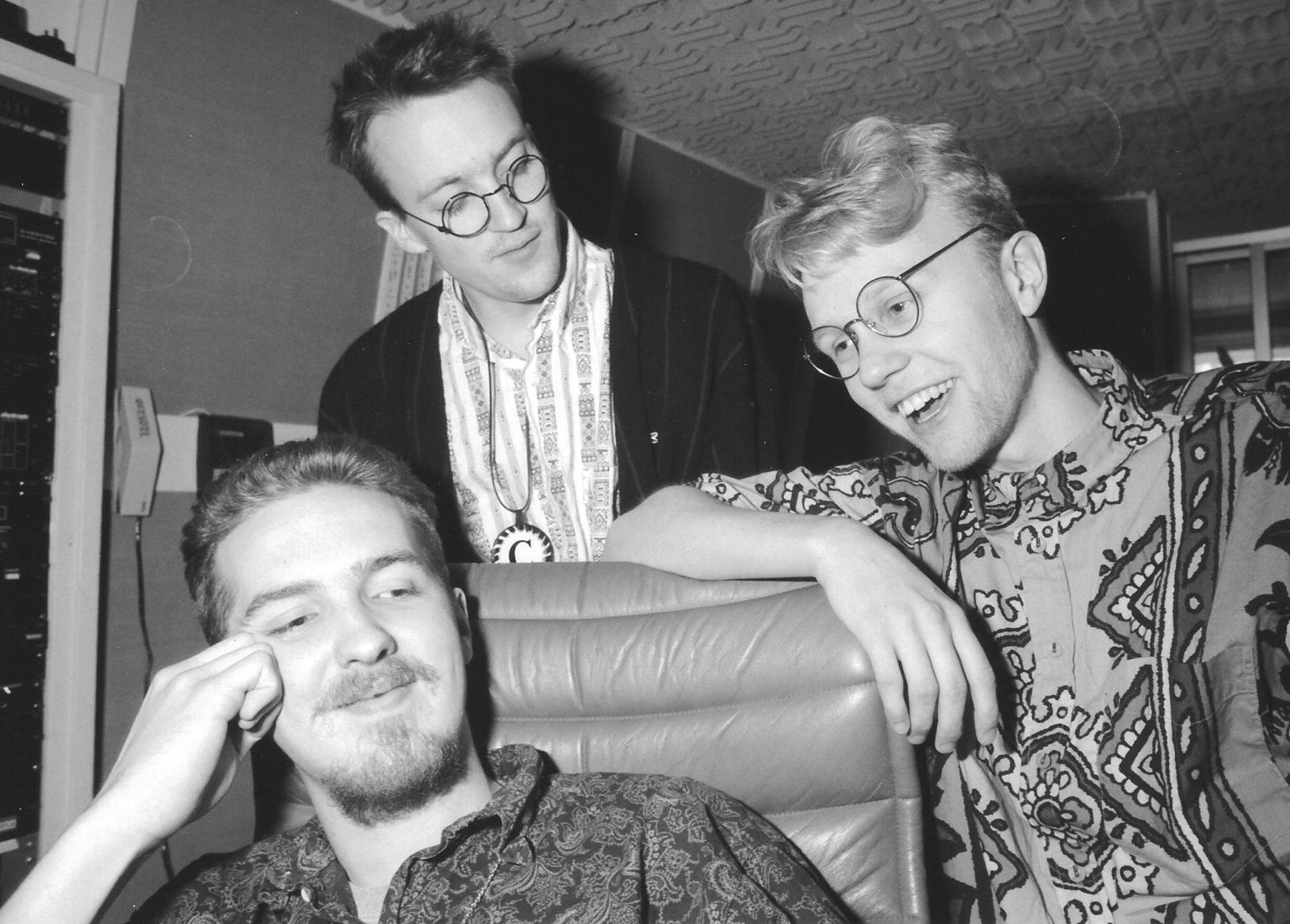
JustD under inspelningen av "1 steg bak & 2 steg fram" hösten 1989

När D.A.I.S.Y.-age-hiphopen slog i USA under 1980-talets sista år med band som De La Soul och A Tribe Called Quest, kände Wille Crafoord och Peder Ernerot att det borde gå att göra något liknande i Sverige. De kontaktade skivsamlaren och scratcharen Gustave Lund (som då ingick i producentduon MKII), och gruppen bildades i början av maj 1989. Efter en textrad i refrängen till Pondus-låten "Galimatias", Just det / just så / vidare ändå tog de artistnamnet JustD, ett slags motsvarighet till "That's it". De var noga med att det skulle skrivas utan mellanrum.
Gruppen ville hålla fast vid den lekfullhet och den gräv-där-du-står-mentalitet som förebilderna hade, och beslöt att fullt ut göra hiphop på svenska, vilket ledde till att ord som rap blev rabbla, rhyme blev rim eller ramsa och scratch blev gnugga.
De ville också skilja ut sig genom att skriva svenska på ett nydanande sätt, gruppnamnet i sig är ett bra exempel. De skrev genomgående med versaler; den och det skrevs D, en blev N, ett 1, är skrevs E och och blev & eller Å. Att debutsingeln som graverades i april 1990 blev programförklaringen "1&3E2" var fullständigt logiskt. Denna släpptes även på maxisingel i en Bomkrash-remix.
Från 1 steg bak & 2 steg fram släpptes flera singlar: På 7"-singel kom en remix av "Trottoaren", och på maxisingel "Vår egen påse" med fyra låtar i remixer av Bomkrash och JustD. Den senare vann priset som bästa svenska låt på Disco Mixing Championships 1990.
Skivan sålde i första utgåvan omkring 6 000 exemplar, men hade 1995 kommit upp i 13 000 exemplar.

### 1991 – 1992 (Svenska ord och Rock'n'Roll)
Vintern 1991 kom gruppen och Peter Swartling gemensamt fram till att den hade potential för att bli riktigt stor och att Ricochet Records inte skulle klara av att följa med. Lösningen blev att gruppen gick till det då relativt nya bolaget Telegram Records Stockholm, som startats av Klas Lunding. Peter Swartling följde med gruppen som exekutiv producent.
Det första resultatet av skivbolagsövergången var singeln "Hur e d möjligt?", graverad i april 1991, på omslaget kaxigt presenterad som "Listetta". Skivan hade ett lite mjukare ljud och blev gruppens första större publika framgång. Det gavs samtidigt ut en maxisingel med remixer av "Lone & Lee". Omslagen var nu designade av trendiga reklambyråerna Re-Flex! och Bureau Benic, med svartvita bilder som genomgående tema. Gruppens framtoning kändes allt mer professionell.
Under sommaren 1991 kom singeln (med vidhängande maxisingel mixad av Johan Ekelund) "Relalalaxa", som med sin jazziga trumpet blev något av ett soundtrack för sommaren. Den dök senare upp som instrumental signaturmelodi till Sveriges televisions samhällsprogram Striptease, då tillskriven pseudonymen 1-2-3. 
Senare kom även "Hållihop" som singel och maxisingel i ommixade versioner av Bomkrash med Dr. Alban som gäst. En av flera låtar med uttalat budskap mot rasism som JustD gav ut. 
I december 1991 släppte man sin mest framgångsrika singel: Den sarkastiska julsången "Juligen", som ännu 2023 spelas ofta på såväl streamingtjänster som svenska radiostationer i juletid.
"Svenska ord-eran" var då radio mer och mer började få upp ögonen för JustD, och därmed även en större del av folket som tog till sig texterna och musiken. Samtidigt ökade "skandalrubrikerna" i landets kvällstidningar, och i takt med att gruppens popularitet ökade, ökade också antalet vilda och stökiga liveframträdanden.
Svenska Ord sålde ungefär 35 000 exemplar, och låg som bäst som nummer 17 på försäljningslistan.
Våren 1992 kom en singelskiva från det flitigt turnerande bandet: "Grannar". Den glada låten som beskriver skumma boende i en trappuppgång var funkigare och mer gitarrbaserad. Det mycket sparsmakade enkelfärgat gråa omslaget (designat av F+) var en klar brytning mot tidigare. 
I inslaget Clubhopping som presenterades av Rob'n'Raz i ZTV (som då gick i TV4) presenterade gruppen sina planer: Man skulle släppa ett dubbelalbum, någonting som aldrig gjorts i svensk hiphop. Dessutom utlovade man att skivan skulle kosta som ett enkelalbum.
Som singel (och maxisingel) släpptes senare fallos-hyllningen "dingelidong". Låten "Rökringar" byggde på Leif "Smokerings" Anderssons röst. Wille hade spelat in ett tiotal radioprogram av Smokerings och klipp och klistrade ihop texten till musiken.
Rock'n'Roll sålde i ungefär 40 000 exemplar, och låg som högst på försäljningslistans 12:e plats.
Under sommaren och hösten 1992 var gruppen programledare för Just D Softar loss med rock n roll på ZTV.

### 1993 – 1994 (Klåfinger och Tre Amigos)
Vintern 1993 sålde gruppen en CD-maxi i begränsad upplaga till sin dåvarande fanclub "Fläktklubben". Det var ett samarbete med rapmetal-bandet Clawfinger betitlat Klåfinger, och skivan innehöll gitarr-mangel-versioner av tre låtar från Rock'n'roll samt en cover av  Faith No More-låten Epic, Du vill ha allt (men kan inte få d). Skivan snappades upp av Sveriges Radio P3 och spred sig till skivaffärerna. Efterfrågan gjorde att man beslutade att ge ut skivan officiellt med ett nytt omslag.
Som första singel för den kommande skivan kom i december 1993 "Vart tog den söta lilla flickan vägen?", en rockig hiphop-låt med liveinstrument i Beastie Boys-anda. Låten behandlar "fjortis"-fenomenet när "den söta lilla flickan" växer upp. Singeln blev gruppens största försäljningssuccé med en andraplats som högsta listplacering och gruppen var nu tveklöst Sveriges största rap/popgrupp.
Under året återutgavs debutalbumet från 1990, av Telegram, det hade tidigare varit utgånget. Dessutom erbjöds medlemmarna i fanklubben samlingen Sågade Godbitar med outgivet material, demoversioner, liveupptagningar och alternativa mixar.
Andrasingeln blev det mycket överraskande valet "Banjo", en endast 31 sekunder lång sång om onani. Som B-sida valdes "Innan dom stänger". Singeln sålde i stort sett ingenting. 
Gruppen medverkade under 1994 på samlingsalbumet Rock around the clock med låten "Barry Manilow", en sång där soulsångaren Barry Manilow beröms i texten ackompanjerad av rå punkrock.
1994 var i övrigt ett lugnt år för Just D, i alla fall om man ser till skivutgivningen. Tre Amigos sålde omkring 50 000 exemplar och låg som högst på försäljningslistans tredje plats.

### 1995 (Plast och samlingsskivan Gyldene)
I mars 1995 kom singeln "Hubbabubba". Även denna gång var stilbytet högst märkbart: Trashanklooken hade bytts mot collage av manga-material, och de röjiga gitarrerna hade bytts mot mjuka synth-mattor med en lätt åttiotalskänsla. Just D har i efterhand ödmjukt erkänt att Plast aldrig lät särskilt bra, trots att den innehåller flera radiohits. 
Nästa singel, som kom i maj, blev den glatt nostalgiska "87-87", en logisk uppföljare till Ulf Lundells Sextisju, sextisju och Magnus Ugglas Vår Tid 1977. Remixer med ännu mer åttiotalskänsla levererades av Rob'n'Raz. "Sköna skor" kom som CD-singel på sommaren, och förutom en reggae-inspirerad mix innehöll skivan kanske världens första CD-bonusspel för PC-datorer.
Albumet belönades vid Grammis-galan 1995 med utmärkelsen Årets album. 
I samband med Grammis-galan våren 1996 spelade gruppen "Tre gringos" tillsammans med dansbandet Thorleifs. Låten som på albumet haft ett arrangemang som blickade på doo wop hade nu blivit en pompös dansbandslåt gjord med glimten i ögat, och gavs senare också ut på singel.
Plast kom som högst upp på försäljningslistans tredje plats.
Inför julhandeln 1995 släpptes samlingsalbumet Just D:s Gyldene med en femteplacering som högst på försäljningslistan. Den innehöll den nya låten "Jag sköt sheriffen", en svensk översättning av Bob Marley-låten "I Shot the Sheriff" från 1973. "Jag sköt sheriffen" släpptes i november 1995 även som singelskiva. 
I samband med detta gav Remixed Records (vars skivor enbart distribuerades till discjockeys) på utgåva #95 ut en Megamix med gruppens hits: "Relalalaxa" - "Hubbabubba" - "Billiga Brudar" - "Hur E D Möjligt?" - "Vart tog den söta lilla flickan vägen?" - "Grannar" - "87-87" - "Mammas tema".

### 1995 – 2015 (paus)
Gruppen splittrades aldrig officiellt, men det var uppenbart att de inblandade ville göra saker som inte fungerade som Just D. Wille kommenterade detta två år senare: Bara vi tre är tillsammans så spelar det inte så stor roll vad vi gör. En kväll på krogen med oss tre är också nåt slags Just D-projekt.
I januari 2007 utkom ytterligare en samlingsskiva, denna gång i serien Guldkorn. Thorleifs-versionen av "Tre gringos" var med, men den saknade tre andra spår från "Gyldene". "Sköna skor" finns dock med här.

#### Comeback-spelningarna 2010
Under september 2010 gjorde gruppen fyra comeback-spelningar på Mosebacke under temat ”Just D-kig Com Back” och marknadsförde det hela som ”Lite för gamla…, Småpackade…, Vissa medlemmar saknas…” och ”Lågbudget med torftig scenshow och inga nya låtar, men ändå…”.
Wille C och Pedda Pedd deltog medan Gurra G saknades. Gurra kommenterade privat det hela med att han tyckte att man ska låta liket vara. Den bantade Just D-konstellationen giggade även på en del studentkårer, exempelvis Stockholms universitet, till utsålda hus.

### 2015 – (återförening och Den Feladne Länken)
I en artikel i Dagens Nyheter förklarade gruppen i mars 2015 att de återförenats, att ett nytt album är under inspelning och att en konsert kommer att genomföras i april 2015.
I juni 2015 släppte den återförenande trion singeln "Dansar Runt På Måfå" och i oktober samma år lanseras trippelalbumet Den Feladne Länken med 24 spår (där Dogge Doggelito och Janne Schaffer gästar var sitt spår) varav det sista LALSK är över en timme långt. Samtidigt ger gruppen ut 75-sidig bok med texten till LALSK. Julen 2015 kom ett slags uppföljare till hiten "Juligen" som följdriktigt får titeln "Juligenigen", detta i samarbete med Aladdin.
Mellan maj 2016 och oktober 2018 hade gruppen ett podradio-program JustDPodd  där underrubriken var Låt för låt dekonstruerar vi hela JustD-katalogen och väver in i ett kontemporärt sammanhang. De hann trots beskrivningen inte att gå igenom hela sin katalog innan nedläggningen. 

## Turnéliv
Gruppens turnerande var ständigt omsvärmat av rykten, skandaler och festande. I början av karriären hade man de inspelade musikbakgrunderna (som med sin grund i samplingar var omöjlig att göra "live") på DAT-band. Till scenshowen hörde att spruta raklödder på varandra och publiken, liksom att dricka öl och kasta konfetti. DAT-bandet byttes så småningom ut mot en CD-skiva med instrumentalversioner, denna såldes i begränsad upplaga även genom fancluben. 
I samband med turnéer 1992 och framåt började gruppen, till skillnad från andra hiphop-akter, turnera stadigt med ett liveband, vars medlemmar kom att bli grundstommen i Bo Kaspers Orkester (Fredrik Dahl, Mats Schubert och Michael Malmgren).
Skandalerna var många; hade de inte underåriga fans på hotellrummen så hade de startpistoler i taxin.
Den allvarligaste incidenten skedde under Hultsfredsfestivalen 1992; man hade fått idén att ha en kräftskiva på scen och bland annat bjudit in gruppen Stonefunkers. Just D ville mitt i konserten även bjuda publiken på snaps, vilket slutade i att en man blev skadad av en spritflaska som slängts ut i publikhavet. Efter detta samt att Just D bjudit upp publiken på scen var gruppen inte längre välkomna till festivalen.

## Diskografi

### Studioalbum
- 1990 – 1 steg bak & 2 steg fram
- 1991 – Svenska Ord
- 1992 – Rock'n'Roll
- 1993 – Tre Amigos
- 1995 – Plast
- 2015 – Den feladne länken

### Samlingsalbum
- 1995 – Just D:s Gyldene
- 2006 – Guldkorn (Guldkorn-serien)

### Singlar / EP
- 1990 – "1 & 3 e 2" / "Krama mej mjukt"
- 1990 – "Trottoaren (nytt stuk)" / "N F.M. på FM"
- 1990 – "Vår egen påse (Bomkrash Remix)" / "Vem orkar va hip? (Doktor C Remix)" / "D e så här d går till (Bomkrash Remix)" / "Polarn P (Doktor C Remix)"
- 1991 – "Relalalaxa"
- 1991 – "Hållihop" / "Sylt"
- 1991 – "Hur E D möjligt?"
- 1991 – "Juligen" / "Gummihatt"
- 1992 – "Grannar" / "Rökringar"
- 1992 – "Dingelidong"
- 1992 – "Mammas Tema" / "Ung & Hellig"
- 1992 – "Vill Ha Allt" / "Tbaxtstan" / "Bos" / "Låt D goda rulla"
- 1992 – "Klåfinger" (med Clawfinger)
- 1993 – "Vart tog den söta lilla flickan vägen?" / "Full & dum"
- 1994 – "Banjo" / "Innan dom stänger"
- 1994 - "Saker Som Får N Att "Ahhh...""
- 1995 – "Hubbabubba" / "Allt E bättre på låtsas"
- 1995 – "87-87"
- 1995 – "Sköna skor"
- 1995 – "Jag sköt sheriffen"
- 1996 – "Tre gringos" (med Thorleifs)
- 2015 – "Dansar Runt På Måfå"
- 2015 – "Vatten"
- 2015 – "Ni Finner Oss [Radio Edit]"
- 2015 – "Juligenigen"
- 2016 – "Skiten"